# Udomporn Polsak
Udomporn Polsak (tajski อุดมพร พลศักดิ์, ur. 6 października 1981 w Nakhon Ratchasima) – tajska sztangistka. Złota medalistka olimpijska z Aten.
Zawody w 2004 były jej jedynymi igrzyskami olimpijskimi. Zdobyła złoto w wadze do 53 kg. Była medalistką mistrzostw świata i zawodów o randze kontynentalnej. Była mistrzynią świata w 2003, a także brązową medalistką tej imprezy w 2002. W 2002 zajmowała drugie miejsce na igrzyskach azjatyckich.